# Waidhofener Prinzip
Das Waidhofener Prinzip (auch Waidhofener Erklärung, Waidhofener Beschluss oder Waidhofener Abkommen) war ein antisemitisches Prinzip völkischer Studentenverbindungen. Gemäß dem am 11. März 1896 auf einer Studentenversammlung in Wien proklamierten Prinzip wurden Juden von der Austragung von Ehrenangelegenheiten, das heißt von Duellen, ausgeschlossen; sie galten als generell nicht satisfaktionsfähig.
Benannt wurde das Waidhofener Prinzip nach dem 1890 gegründeten Waidhofener Verband wehrhafter Vereine deutscher Studenten (WV), dessen Vereine bzw. Mitglieder maßgeblich an der Vorbereitung und Formulierung beteiligt waren.
Das Prinzip war zunächst bei den deutsch-völkischen Studentenverbindungen Österreichs verbreitet. Nach dem Ersten Weltkrieg wurde es teilweise auch von deutschen Verbänden wie der Deutschen Wehrschaft übernommen.